# Pumi (hund)
Pumi är en hundras från Ungern. I hemlandet är den traditionellt  vallhund, men i övriga världen främst sällskapshund. Den är vanligast i Ungern, Finland och Sverige.

## Historia
Rasen uppstod på 1700-talet i Ungern genom korsning mellan puli och importerade tyska och franska vallhundar med ståndöron. Senare lär även terrier ha korsats in. Rasnamnet uppträder första gången 1815. Den fick en egen rasstandard 1921 då den särskildes från pulin. 1923 blev den erkänd som egen ras i Ungern, Fédération Cynologique Internationale (FCI) erkände rasen 1966.
Pumin kom till Sverige på 1970-talet genom import från Finland. Det är en numerärt liten ras i Skandinavien, men den har blivit mycket uppmärksammad för sina egenskaper och det registreras allt fler exemplar i Sverige. 2005 fanns det i Sverige cirka 500 stycken.

## Egenskaper
I hemlandet används pumin till att valla inte bara får, utan även nötkreatur och svin. Den vallar intensivt under skallgivning.
Pumin är en energisk, mycket lättlärd och glad hund. Den älskar sin familj och är ofta förarbunden och kan vara reserverad mot främlingar. Den kräver därför mycket miljöträning. En pumi älskar att hitta på nya saker med sin flock och hänger med på det mesta. Den är från början ämnad att arbeta som vall- och vakthund, men fungerar som sällskapshund med tillräcklig aktivering, såväl mental som fysisk. Den älskar att vara ute i naturen. Pumin är mycket framstående inom agility. Pumin är en allroundhund och det finns pumis som är framgångsrika i bland annat lydnad och freestyle. Det finns också pumi som används i jakt på vildsvin. 

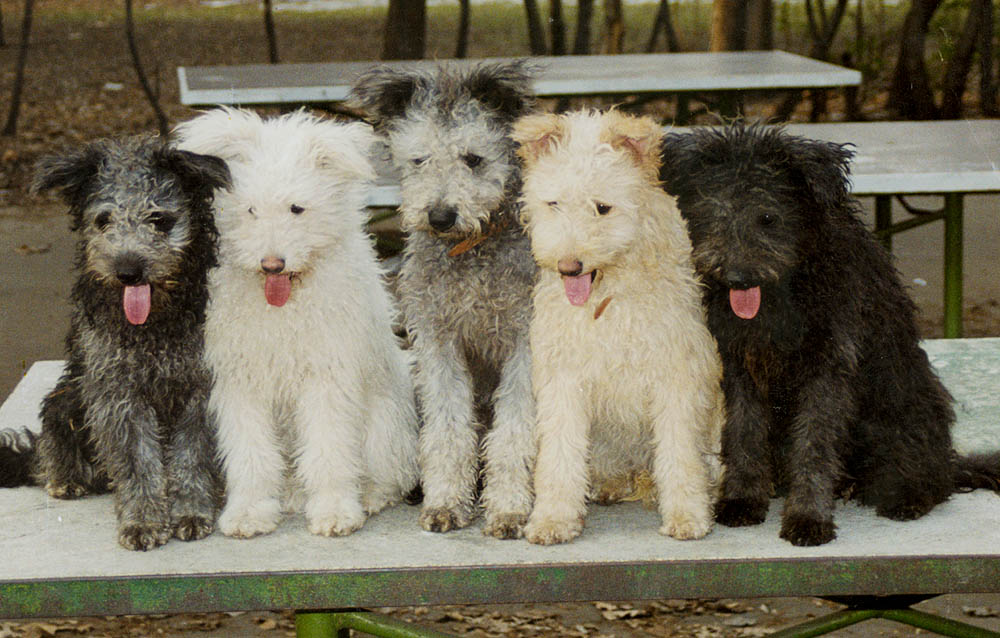
Fem stycken pumi i flera vanligt förekommande färger

## Utseende
De vanligaste färgerna är grå och svart. Även vita och cremefärgade förekommer. Pumins päls fäller inget eller ytterst lite, men rasen kräver regelbunden pälsvård i form av klippning och kamning. Om man inte klipper den, blir pälsen cirka 10–15 cm lång. En rastypisk detalj är de upprättstående öronen med hängande topp och längre hår än på den övriga kroppen.

## Hälsa
I likhet med puli är pumi en relativt frisk hundras med en livslängd på mellan 12 och 14 år, även om det finns kända fall där hundar blivit 19 år gamla. Kända hälsoproblem är dock höftledsdysplasi och patellaluxation.